# Parafia Ofiarowania Najświętszej Maryi Panny w Wadowicach
Parafia Ofiarowania Najświętszej Maryi Panny w Wadowicach – parafia rzymskokatolicka w dekanacie Wadowice – Północ w archidiecezji krakowskiej.
Kościołem parafialnym parafii jest bazylika Mniejsza Ofiarowania NMP znajdująca się w centrum Wadowic na placu Jana Pawła II.
Na terenie parafii znajdują się:
- Sanktuarium św. Józefa – Klasztor Ojców Karmelitów Bosych
- Dom Sióstr Albertynek
- Dom Sióstr Nazaretanek

## Historia
Najstarsza wzmianka o kościele w Wadowicach pochodzi z 1325. Wadowice były wówczas filią parafii w Mucharzu.
Natomiast parafia pierwszy raz była wzmiankowana w 1328. Od schyłku średniowiecza stale występują w źródłach plebanii wadowiccy, którzy łączyli tę prebendę z Woźnikami. Oficjalne odłączenie kościoła woźnickiego od parafii wadowickiej miało miejsce w 1780.
Od początku swojego istnienia kościół jak i parafia były pod wezwaniem Wszystkich Świętych. Staraniem proboszcza księdza Mikołaja Zamoyskiego papież Grzegorz XVI zamienił w 1836 tytuł na Ofiarowania Najświętszej Marii Panny.
W czasach II wojny światowej parafia została oddzielona od stolicy archidiecezji krakowskiej znajdując się wśród terenów włączonych do III Rzeszy. Decyzją arcybiskupa metropolity krakowskiego Adama Stefana Sapiehy proboszcz parafii ksiądz Leonard Prochownik został mianowany wikariuszem generalnym archidiecezji krakowskiej na III Rzeszę.

## Proboszczowie od początku XX w.
- ks. prał. Andrzej Zając (29 listopada 1893 – 4 listopada 1928)
- ks. prał. Leonard Prochownik (22 marca 1929 – 23 lutego 1963)
- ks. infułat dr Edward Zacher (8 września 1965 – 25 czerwca 1984, od 6 marca 1963 administrator)
- ks. inf. Kazimierz Suder (8 września 1984 – 7 lutego 1998, od 25 czerwca 1984 administrator)
- ks. inf. Jakub Gil (7 lutego 1998 – 1 lipca 2011)
- ks. prał. Stanisław Jaśkowiec (1 lipca 2011 – 1 lipca 2020)
- ks. kan. Jarosław Żmija (od 1 lipca 2020)[2]

## Zasięg parafii
- Ulice: Barska, Batorego, Baśniowa, pl. Bohaterów Getta, Bohaterów Monte Casino, Janiny Brzostowskiej, Chopina, Cicha, Gimnazjalna, Graniczna, Iwańskiego, Jagiellońska, Jana III Sobieskiego, Jasna, os. Jedność, Jesionowe, Karmelicka, Kochanowskiego, Kolejowa, Konstytucji 3–go Maja, Kościelna, pl. Kościuszki, Krakowska, Krasińskiego, Legionów, Lwowska nry parzyste 2–24 i nieparzyste, Łazówka, os. Łąki, Mickiewicza, Miedzne, Młyńska, Mydlarska, Nadbrzeżna, Niecała, Nikliborca, Nowobilskich, J. Matejki, pl. Obrońców Westerplatte, os. Westerplatte, Olbrychta, Piaskowa, os. Piastowskie, Piłsudskiego, Podstawie, Poprzeczna nry parzyste, Pułaskiego, pl. Jana Pawła II, Sadowa, Ady Sari, Sienkiewicza, Sikorskiego, os. Słoneczne, Słowackiego, Spadzista, os. Spółdzielców nry nieparzyste, Sportowców, Szpitalna, Teatralna, Trybunalska, M. Wadowity, os. M. Wadowity, Wałowa, os. Widok, Wiśniowa, Wojska Polskiego, E. Wojtyły, E.K. Wojtyłów, al. Wolności nry parzyste 2–10, nieparzyste 1–17, os. Dwudziestolecia, Aleja MB Fatimskiej nry parzyste 2–38, nieparzyste 1–33, Zatorska, os. Zaskawie, Zygmunta I Starego, Żeromskiego, Żwirki i Wigury, Źródlana.
- Miejscowości: Roków (265 wiernych), Wadowice – część północno–zachodnia (9566 wiernych).

## Grupy parafialne
Rada Duszpasterska, Akcja Katolicka, Róże Różańcowe, Zespół Charytatywny, Rycerstwo Niepokalanej, grupa modlitewna Ojca Pio, Jasnogórska Grupa Pielgrzymkowa, Misyjna Grupa Dziecięca, Droga Neokatechumenalna, Ruch Światło–Życie, Oaza Rodzin, Straż Honorowa NSPJ, Grupa AA, chór parafialny, ministranci, lektorzy.

## Galeria

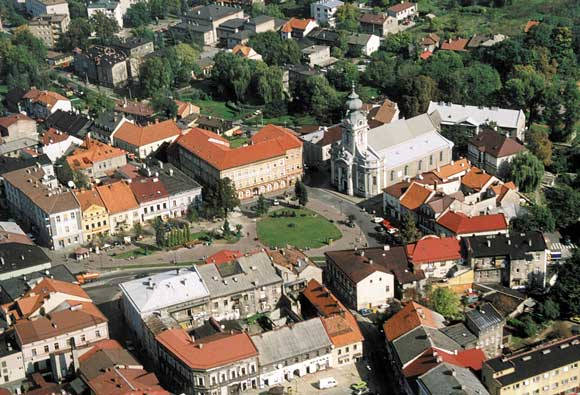
Centrum Wadowic z lotu ptaka
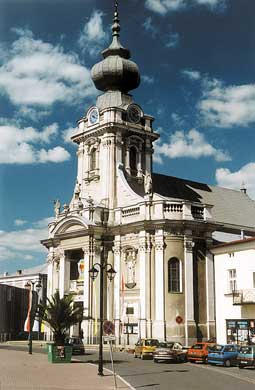
Bazylika (przed renowacją elewacji)
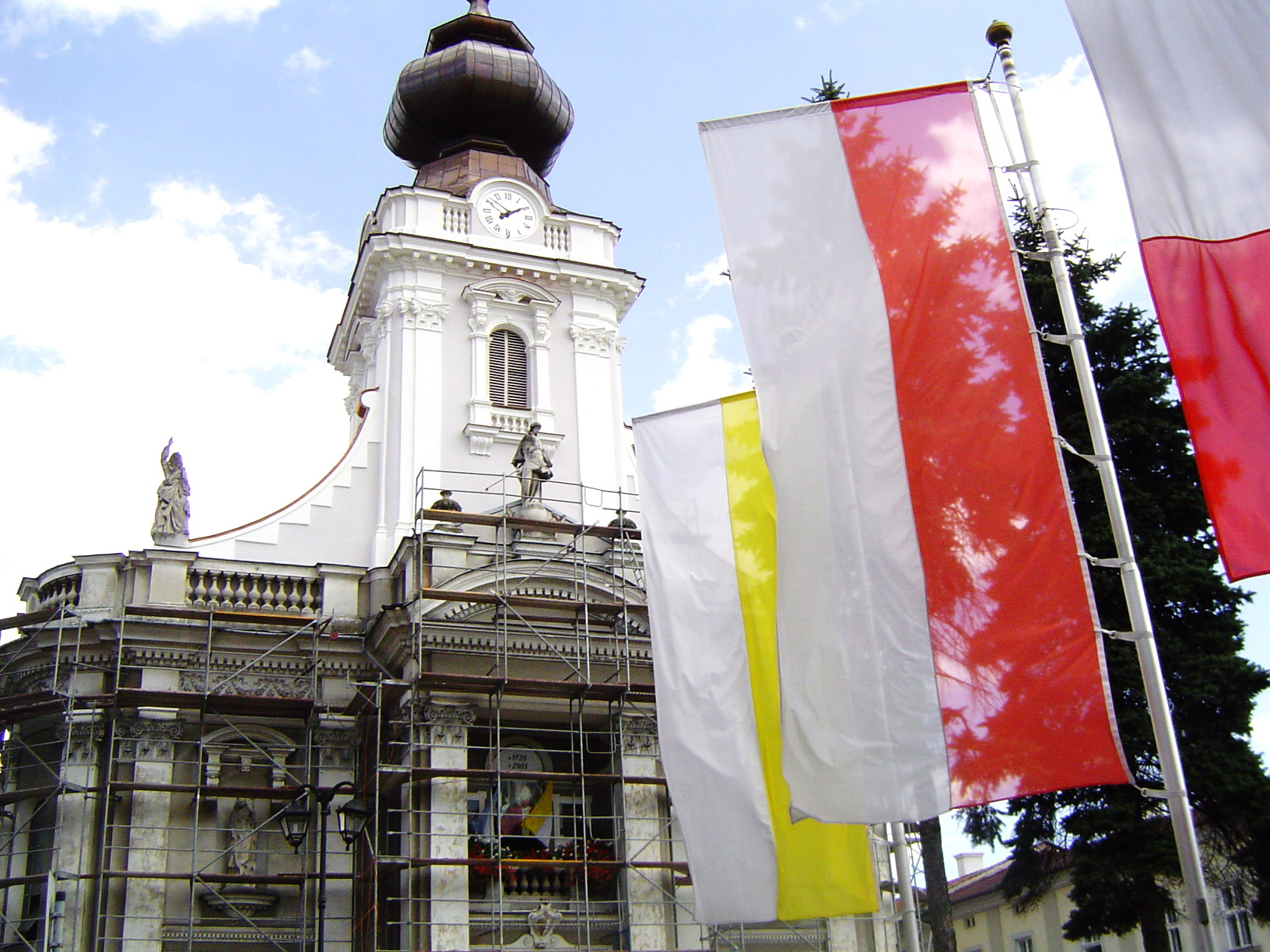
Fasada bazyliki w remoncie
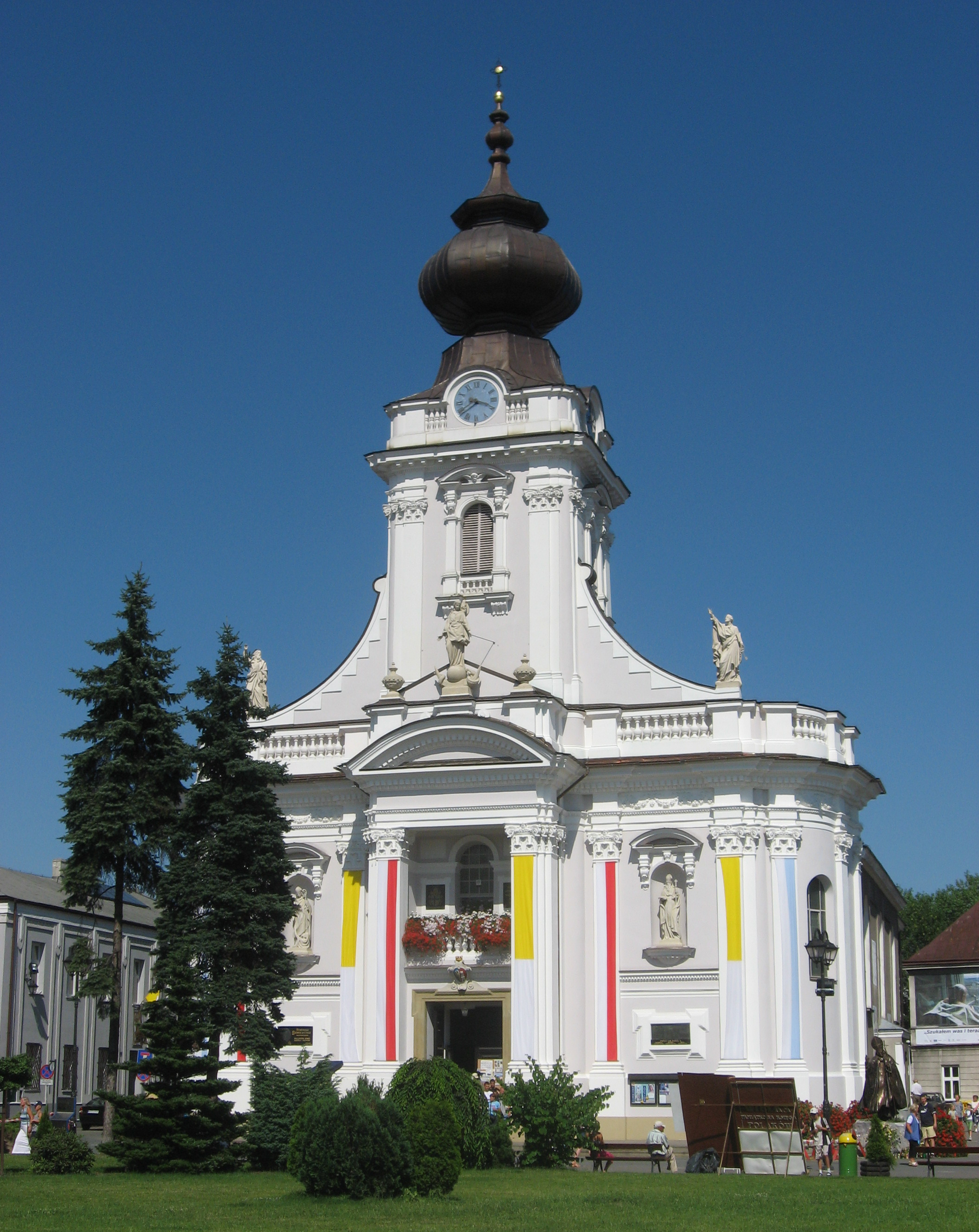
Odnowiona fasada bazyliki
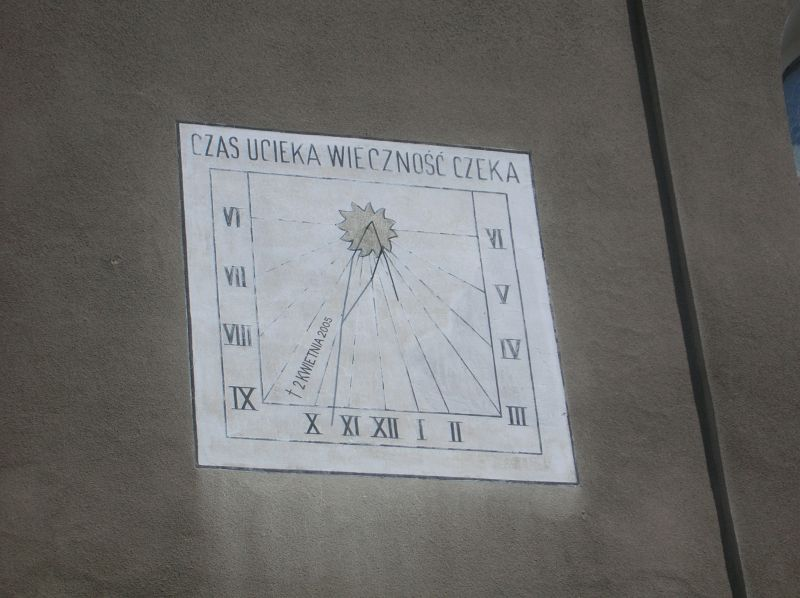
Zegar na ścianie bazyliki
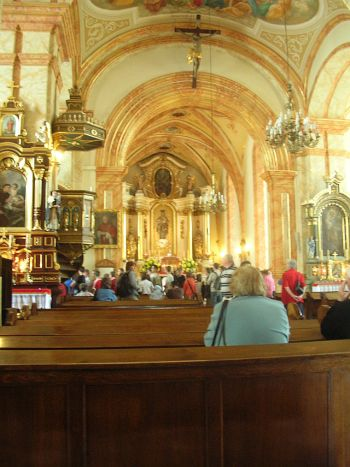
Wnętrze bazyliki
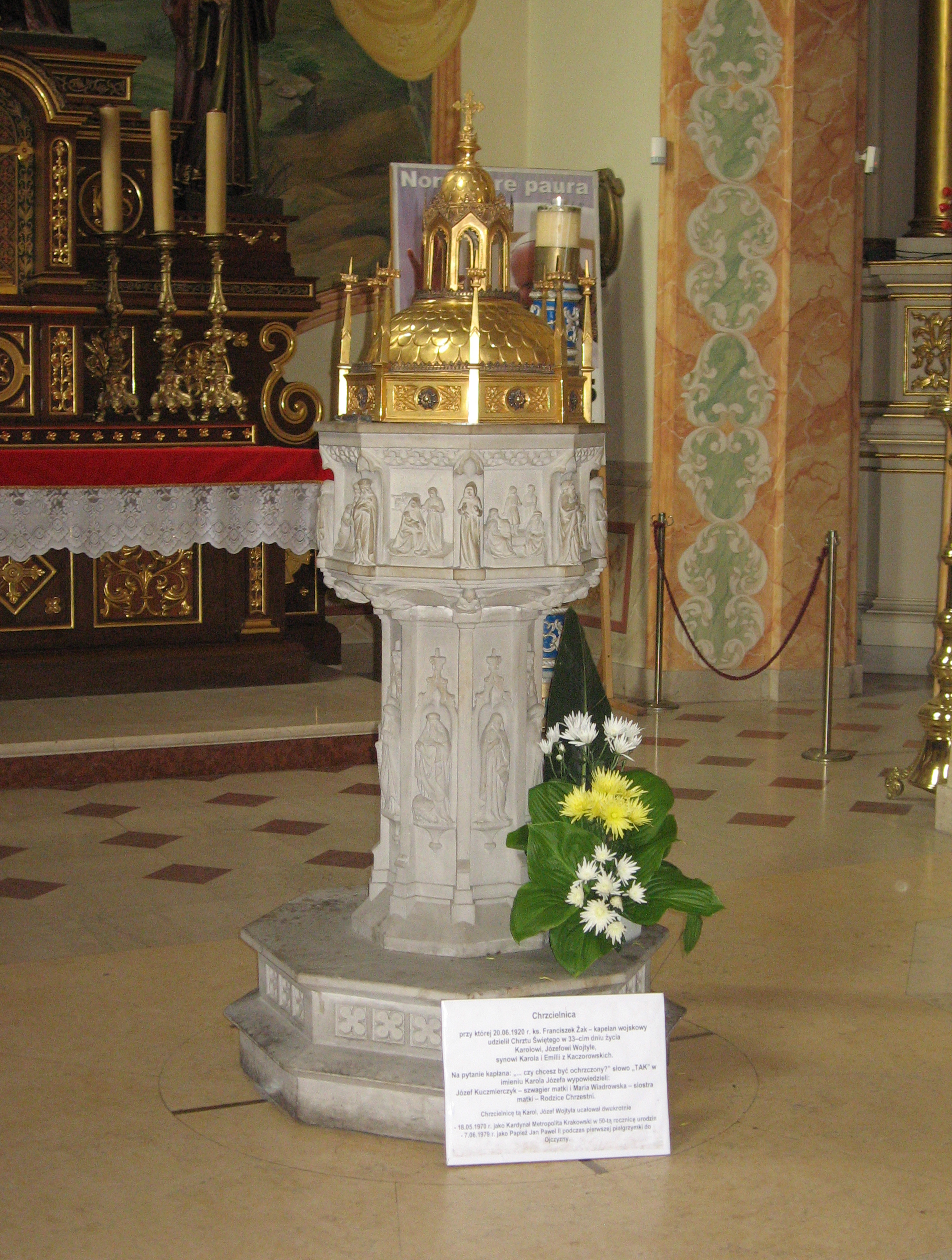
Chrzcielnica w bazylice, przy której 20 czerwca 1920 Jan Paweł II otrzymał chrzest
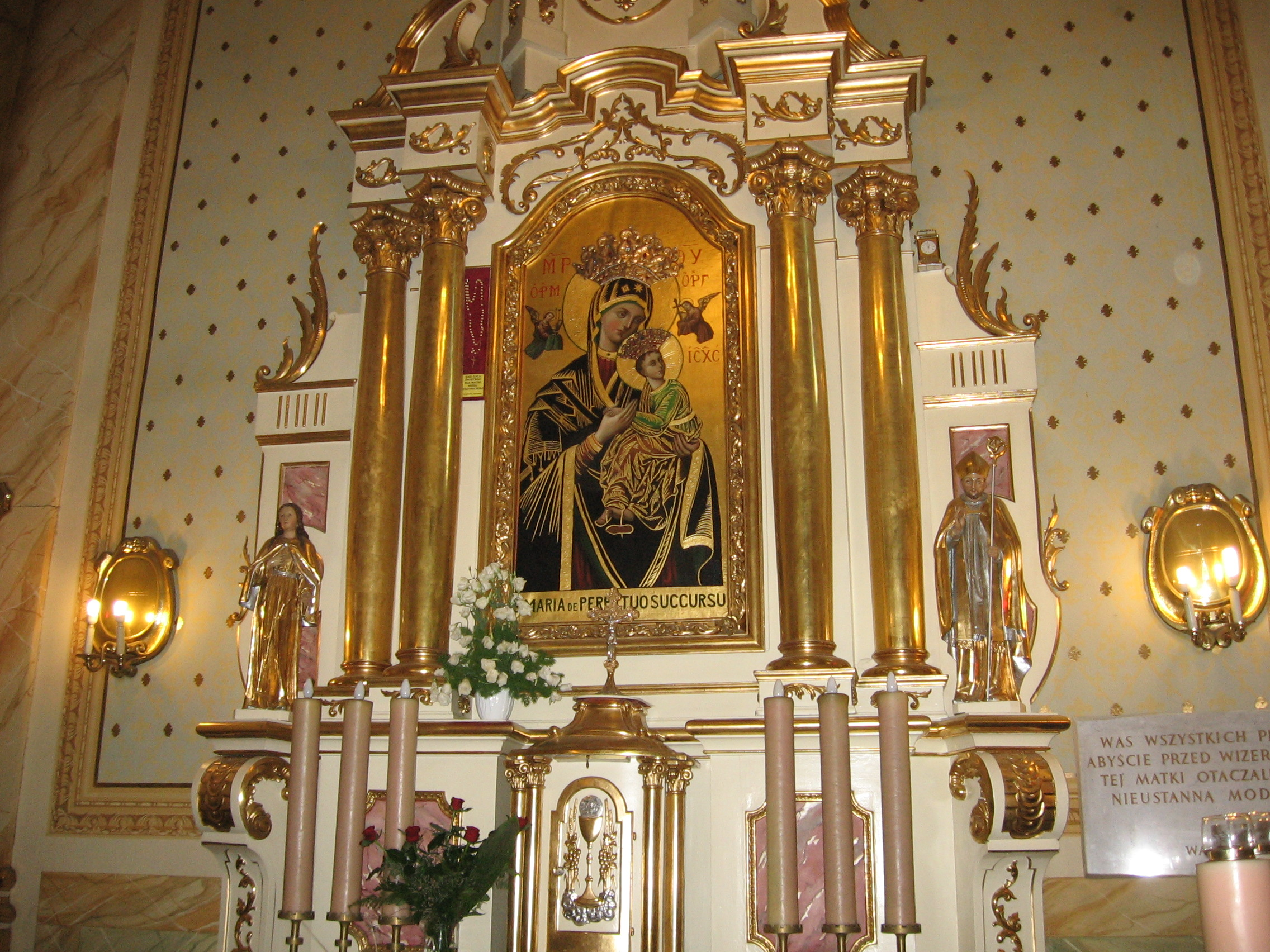
Ołtarz Matki Bożej Nieustającej Pomocy w bazylice
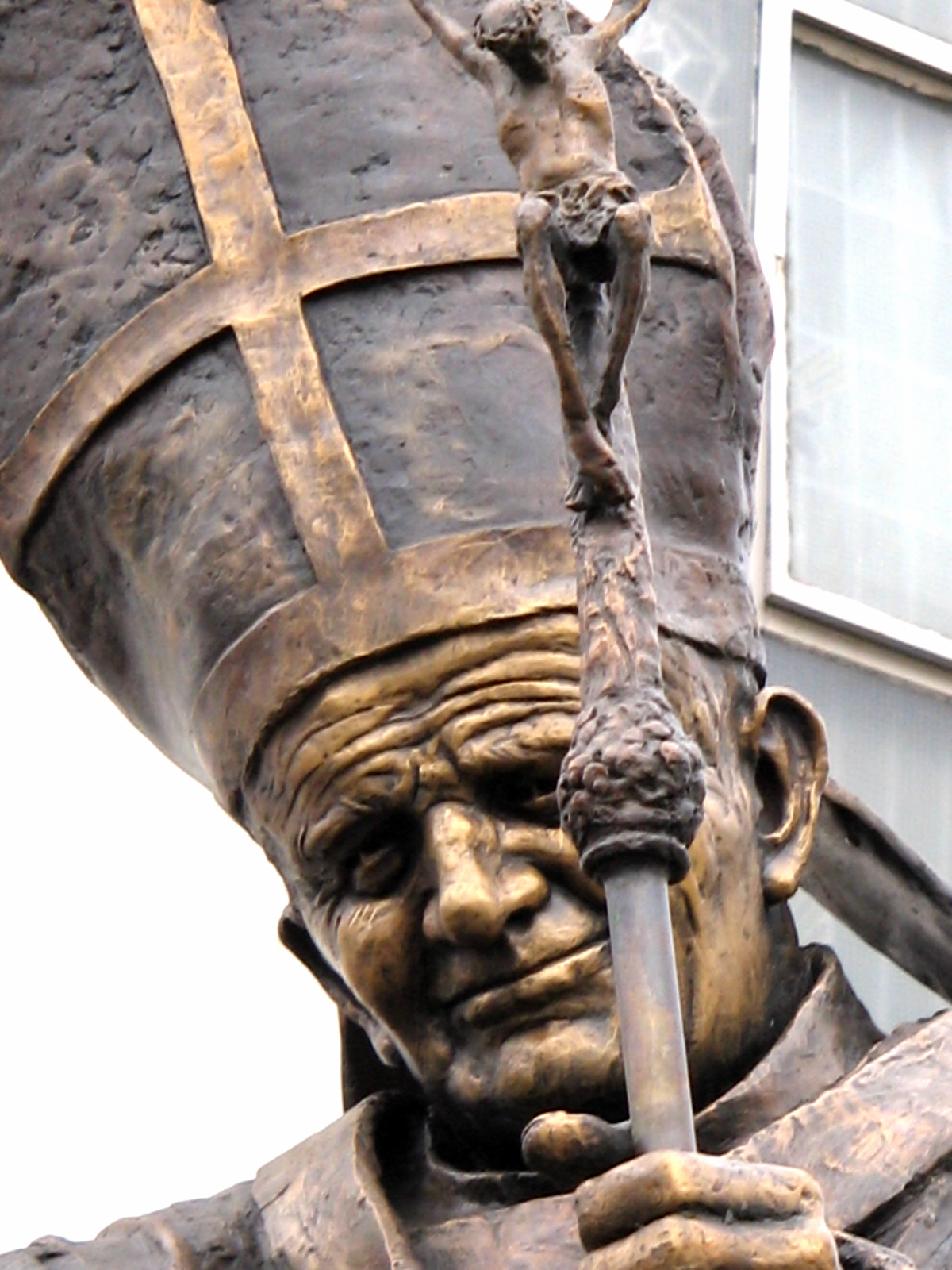
Pomnik Jana Pawła II znajdujący się przed bazyliką
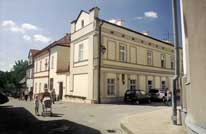
Dom rodzinny papieża Jana Pawła II